# Maschalocorymbus corymbosus
Maschalocorymbus corymbosus är en måreväxtart som först beskrevs av Carl Ludwig von Blume, och fick sitt nu gällande namn av Cornelis Eliza Bertus Bremekamp. Maschalocorymbus corymbosus ingår i släktet Maschalocorymbus och familjen måreväxter. Inga underarter finns listade i Catalogue of Life.